# Miquel Martí i Pol
Miquel Martí i Pol (Roda de Ter; 19 de marzo de 1929 - Vic; 11 de noviembre de 2003) fue un poeta, escritor y traductor español en lengua catalana.

## Biografía
Estudió en la escuela de su pueblo, hasta los catorce años, cuando empezó a trabajar en las oficinas de la fábrica textil Tecla Sala, donde ya trabajaba su madre. A los diecinueve años cae enfermo de tuberculosis pulmonar, y luego de esclerosis múltiple (que fue la causa de su muerte), lo que le obliga a pasar un año en la cama, periodo en el cual comenzó a leer en abundancia.
En 1954 gana el premio Óssa Menor con Paraules al vent, su primera obra. En 1956 se casa con Dolors Feixas, con quien tendrá una hija y un hijo. Empieza a traducir e inicia una serie de actividades públicas: da conferencias, canta junto a miembros de la Nova Cançó, colabora en revistas... A finales de esta década también se implica en las actividades políticas del Partido Socialista Unificado de Cataluña (PSUC).
A partir de 1968, empieza a manifestarse en el poeta una esclerosis múltiple que le llevó a abandonar la fábrica textil en 1973. Paulatinamente se convirtió en uno de los poetas catalanes más leídos. Su libro, Estimada Marta, superó los 100 000 ejemplares vendidos, en varias ediciones, y también se vendieron miles de ejemplares de L'àmbit de tots els àmbits o Llibre d'absències.
En 1978 recibió un homenaje en la Setmana Popular de Osona, con la asistencia de poetas como Vicent Andrés Estellés, Pere Quart, Joan Brossa, Joan Vinyoli, Frances Gisbert, Ramon Balasch y Xavier Bru de Sala, entre otros. En Cataluña más de ochenta pueblos y ciudades tienen nombres de plazas y calles o monumentos dedicados a su memoria.
Tradujo al catalán Antoine de Saint-Exupéry (Ciutadella, en colaboración con Jordi Sarsanedas, 1965), Georges Arnaud (El salari de la por, 1968) Simone de Beauvoir (La mesura de l'home, 1969), Claude Lévi-Strauss (Tristos tròpics, 1969, El pensament salvatge, 1971), Apollinaire, Flaubert, Zola, Racine, Huysmans y Roland Barthes, entre otros. 
Su obra ha sido traducida al castellano, asturiano, portugués, alemán, inglés, italiano, neerlandés, hebreo, esloveno, búlgaro, ruso y japonés.
En honor del poeta, se crearon los siguientes premios de poesía en lengua catalana:
- El "Premi Miquel Martí i Pol de poesia", instaurado en el año 1985 por el Ayuntamiento de Roda de Ter; y desde el 2017 se convoca conjuntamente con la Fundación Miquel Martí i Pol.

- El "Premi de Poesia Miquel Martí i Pol", creado en el año 1996 por la Universidad Autónoma de Barcelona; y desde el 2002 se convoca conjuntamente con el Ayuntamiento de Sardañola del Vallés.

- "Concurs de Poesia Miquel Martí i Pol", creado y convocado desde el año 1998 por la Biblioteca Pública del Gobierno de Andorra.

## Obras

### Literaria
- Paraules al vent (1954), premio Óssa Menor.
- Quinze poemes (1957)
- El Poble (1956)
- La fàbrica (1970-1971) (1972)
- Vint-i-set poemes en tres temps (1972), finalista del premio Carles Riba
- Llibre dels sis sentits (1974)
- La pell del violí (1974)
- Cinc esgrafiats a la mateixa paret (1975)
- L'arrel i l'escorça (1975)
- El llarg viatge (1976), premio Lletra d'Or
- Quadern de vacances (1976)
- Amb vidres a la sang (1977)
- Crònica del demà (1977)
- Estimada Marta (1978), premio de la Crítica
- Contes de la Vila de R. i altres narracions (1978)
- L'hoste insòlit (1979)

- Les clares paraules (1980)
- L'àmbit de tots els àmbits (1981), premio Ciutat de Barcelona de poesía
- Primer llibre de Bloomsbury (1982)
- "Andorra (postals i altres poemes)" (1983)
- Autobiografía (1979)
- Llibre d'absències (1985)
- Bon profit! (1987)
- Barcelona-Roda de Ter (1987), correspondencia con Joan Vinyoli
- Els bells camins (1987), premio Salvador Espriu
- Obertura Catalana (1988)
- Defensa siciliana (1989)
- Suite de Parlavà (1991), premio de la Crítica de la Poesía Catalana
- Un hivern plàcid (1994), premio Cavall Verd de poesía
- Llibre de les solituds (1997), premio de la Crítica-Serra d'Or de poesía
- Els infants componen pelils  (1997)
- Cinc poemes de possibles variacions melangioses (1998)
- Haikús en temps de guerra (2002)
- Després de tot (2002), premio Laureà Melà
- Allà dalt de la muntanya (2003) premio Borreguet

### Discografía
Han sido muchos los cantantes que han musicado sus poemas. A continuación se enumeran algunos de los más conocidos:
- Maria del Mar Bonet, A l'Olympia (1975)
- L'anus Redonet i jugos, A que no saps qui ès mort d'esclerosi? (6969)
- Ramon Muntaner. Presagi (1976)
- Veneno. No pido mucho (1977)
- Teresa Rebull, També per tu (1981)
- Lluís Llach, I amb el somriure, la revolta (1982)
- Vidres a la Sang, El mes dur sempre guanya
- Paco Muñoz, Collarets de llum (2001)
- Arianna Savall, Hi ha un remoli (2004)
- Judit Neddermann, Fugitiu[2]

## Distinciones

### Premios
- Premio Fastenrath 1978)
- Premio Cruz de San Jorge de la Generalidad de Cataluña 1983)
- Premio Nacional de Literatura de la Generalidad de Cataluña 1988).

### Condecoraciones
- Medalla de Oro al mérito en las Bellas Artes ().
- Medalla de Oro de la Generalidad de Cataluña ().